# Frase idiomatica
Una frase idiomatica (detta idiomatismo o, meno tecnicamente, modo di dire) è una locuzione di significato peculiare proprio di una specifica lingua. La sua traduzione letterale in altre lingue può non avere senso logico e, per essere compresa, richiede una traduzione logicamente estesa. In altre parole, è una frase che non può trarre il suo significato dalla combinazione lessicale delle parti del discorso, bensì dall'interpretazione che i parlanti sono abituati a trarne.
Le frasi idiomatiche condividono con le polirematiche la caratteristica di rappresentare una singola unità di significato attraverso due o più parole.
Secondo il professore britannico John Saeed, gli idiomi sono un gruppo di parole che, collocate insieme, si sono fissate a lungo termine in un'espressione fossilizzata dal carattere metaforico e figurato, dunque non letterale.
Gli idiomi sono molto usati nella parlata colloquiale e, nel caso in cui un discente impara una lingua straniera (L2), permettono di sviluppare la fluenza in quella L2 siccome sono unità lessicali che si ripescano direttamente dal lessico mentale e si usano direttamente per esprimere un concetto, alla pari dei verbi frasali.

## Esempi in italiano
- Abbassare la cresta, il cui senso è non essere arrogante;
- Cadere dalle nuvole, il cui senso è scoprire con incredulità qualcosa che era chiaro per tutti;
- Chiudere un occhio, il cui senso è sorvolare;
- Mandare a quel paese, il cui senso è allontanare bruscamente;
- Prendere un granchio, il cui senso è commettere un errore[5];
- Essere alla buccia, il cui senso è essere al limite.
- Fare il coreano, il cui senso è comportarsi con accidia.[6]

## La traduzione degli idiomatismi
In genere gli idiomatismi sono assai difficili da tradurre in altre lingue e la traduzione logica richiede l'uso di lunghe perifrasi. Ciò perché queste espressioni sono spesso associate a figure retoriche e perché, per lo più, contraddicono il principio di composizionalità postulato da Frege e che la semantica attribuisce alle lingue. Secondo il principio di composizionalità, il significato di una frase è il risultato di una composizione dei significati delle singole parole che la compongono messi insieme.
Un esempio di traduzione logica applicata a un idiomatismo può essere:
- Piove a catinelle (con senso logico: piove molto forte).
  - In lingua inglese: It's raining cats and dogs[7] (piovono cani e gatti).
  - In lingua francese: Il pleut des cordes[8] (piovono corde).

## Psicolinguistica degli idiomatismi
Secondo la psicolinguistica, i parlanti nativi aggiungono gli idiomatismi nel loro dizionario mentale (o "lessico mentale"). Il significato delle frasi idiomatiche è arbitrario e, nel momento in cui vengono ascoltati nello stimolo di un interlocutore o letti in un testo, vengono richiamati dalla memoria per intero, senza che vengano processati componente per componente. Questa teoria viene detta "Teoria non-composizionale dell'elaborazione degli idiomatismi" e i relativi modelli vengono detti "modelli di riferimento diretto" (Glucksberg, 1993) o "modelli non composizionali". Alcuni di questi modelli sono:
- l'ipotesi della lista degli idiomatismi (Idiom List Hypothesis; Bobrow e Bell, 1973)
- l'ipotesi della rappresentazione lessicale (Lexical Representation Hypothesis; Swinney e Cutler, 1979)
- il modello dell'accesso diretto (Direct Access Model; Gibbs, 1980, 1985, 1993, 2002).

Secondo il primo modello, nel lessico mentale esiste una sezione speciale riservata agli idiomatismi, mentre nel secondo modello non esiste tale sezione, per cui gli idiomatismi sono assimilati come una sorta di parola lunga (una singola unità lessicale lunga) all'interno del comune lessico mentale. Secondo il terzo modello, siccome non serve svolgere un'analisi letterale (parola per parola) degli idiomatismi, il significato figurato viene richiamato alla mente direttamente.
Tuttavia, questa teoria sugli idiomatismi non tiene conto del fatto che essi sono marginalmente modificabili, per cui non sono monolitici. Per esempio, l'idiomatismi inglese "kick that habit" (abbandonare quell'abitudine) può essere modificato ed enfatizzato con un aggettivo, "kick that filthy habit". Inoltre, le singole parti di un idioma preservano ancora un significato, se si vede all'uso della deissi (come "I told him to kick that habit and he eventually kicked it") (Gibbs e Nayak, 1989; Glucksberg, 2001; Nunberg, Sag e Wasow, 1994; Pulman, 1993). Per cui, una serie di ricerche e osservazioni ha portato alla nascita dei modelli composizionali, per cui una parte del significato è letterale e composizionale e una parte è figurata e non composizionale in quanto sono espressioni automatizzate (Cacciari, 1993; Cacciari e Glucksberg, 1991; Cacciari e Tabossi, 1988, 1993; Gibbs, 1993; Gibbs e Nayak, 1989; Gibbs, Nayak, Bolton e Keppel, 1989; Nunberg, 1979; Wasow, Sag e Nunberg, 1983). Per esempio, la frase idiomatica in inglese e italiano "giocare col fuoco" indica qualcosa di pericoloso in modo automatizzato, ma la pericolosità è collegata anche al significato diretto/letterale siccome il fuoco può ustionare. Dunque, gli idiomatismi non sono interamente delle metafore morte e espressioni congelate. I maggiori modelli composizionali sono:
- il modello di scomposizione degli idiomatismi (Idiom Decomposition Model; Gibbs e Nayak, 1989; Gibbs, Nayak e Cuting, 1989)
- il modello configurazionale (Configuration Model; Cacciari e Tabossi, 1988; Cacciari e Glucksberg, 1991; Vespignani, Canal, Molinaro, Fonda e Cacciari, 2010)
- il modello di polisemia indotta dalla frase (Phrase-Induced Polysemy Model; Glucksberg, 1993, 2001)
- il modello ibrido (Hybrid Model; Caillies e Butcher, 2007; Cutting e Bock, 1997; Sprenger, Levelt e Kempen, 2006)
- modello a base vincolante (Constraint-Based Model; Libben e Titone, 2008; Titone e Connine, 1999).

Alcuni idiomatismi sono altamente figurati, mentre alcuni hanno un significato letterale plausibile (ad esempio "go banana" per dire "impazzire" è interamente figurato, ma "turn a blind eye" per dire "chiudere un occhio/fare finta di non vedere" è più plausibile). Inoltre, alcuni idiomatismi sono prevedibili (come "turn a blind..." > eye), mentre altri lo sono di meno e hanno bisogno dunque dell'intera formulazione/contesto per essere capiti (come "passed the..." > bucket); la prevedibilità è un elemento cardine nel modello configurazionale. Infine, alcuni idiomatismi sono usati spesso e dunque sono molto familiari, per cui il loro significato figurato è più saliente/prominente, mentre altri sono più rari, per cui il loro significato letterale è più saliente/prominente. Il significato più saliente/prominente è quello che viene richiamato per primo e in modo diretto dal lessico mentale, in base all'ipotesi della rilevanza graduata (Giora, 1997, 1999, 2002, 2003). La scomposizione semantica (o "analizzabilità semantica") di un idiomatismi è il grado in cui il significato di un idiomatismo contribuisce all'interpretazione figurativa complessiva (Nunberg, 1979; Gibbs e Nayak, 1989; Gibbs et al., 1989). Alcuni idiomatismi sono scomponibili (come "spill the beans", cioè "vuotare il sacco"), mentre altri non lo sono ("kick the bucket", cioè "tirare le cuoia"). La scomponibilità non è la trasparenza di un idiomatismo, per cui un idiomatismo è più o meno comprensibile o opaco in base al suo significato letterale; tuttavia, le frasi idiomatiche più trasparenti generalmente sono anche quelli più scomponibili (Tabossi, Fanari e Wolf, 2008).
L'acquisizione delle frasi idiomatiche in L2 è collegata anche all'inventario concettuale e lessicale in L1 dei discenti (Arabski, 2001; Dagut, 1977; Ellis e Beaton, 1995; Graham e Belnap, 1986; Ijaz, 1986; Kellerman, 1983; Laufer, 1991, 1997; Meara, 1980, 1993; Meara e Ingle, 1986; Nation, 1993, 2001; Singleton, 1987, 1999; Singleton e Little, 1991; Sonaiya, 1991). Infatti, i discenti che apprendono o acquisiscono una L2 fanno perno sulle proprie conoscenze pregresse in L1, incluso il bagaglio di metafore (Lado, 1957; Odlin, 1989). Su questo presupposto è costruito il modello concorrenziale di MacWhinney (1992, 1997, 2002, 2005, 2008), che intende lo sviluppo lessicale di L2 come parassitico rispetto alla L1 in quanto attinge da essa; a sua volta, da questa visione, nasce l'ipotesi parassitica dello sviluppo del vocabolario di Hall (2002): il lessico di una L2 appreso o acquisito è dunque un lessico parassitico poiché fa perno sui concetti della L1 e solo in un secondo momento viene ristrutturato gradualmente, per cui si innesta su nuovi concetti appartenenti a L2; l'associazione dunque non è più parassitica e interlinguistica (Jiang, 2000; Kecskes, 2000, 2001, 2003). L'ipotesi parassitica dello sviluppo del vocabolario è collegata ai modelli di memoria bilingue gerarchici, in cui l'elaborazione mentale del lessico della L2 si appoggia alla traduzione in L1 e dunque su una connessione con i concetti/elementi di L1 nel lessico mentale, per cui solo in un secondo momento (quando la competenza linguistica è più avanzata) si appoggia a connessioni concettuali tra elementi di L2 (Kroll e Stewart, 1994; Heredia e Cieślicka, 2014). Uno studio di Matlock e Heredia (2002) ha confermato questa ipotesi.
Se un discente non ha già in mente un concetto su cui fare perno per capire un idiomatismo in L2, il processo parassitico non può avvenire poiché manca il concetto su cui fare perno in L1. Pertanto, il discente si limita a intuire che la frase ha un significato idiomatico e a provare a intuire il suo significato figurato a partire da quello letterale e/o dal contesto complessivo della frase, anche commettendo errori. Per esempio, un discente polacco che ha incontrato la frase idiomatica "chew the fat" ("parlare del più e del meno") pensava che volesse significare "essere a dieta" (per cui la chetogenesi consuma le proprie riserve adipose). Probabilmente, durante l'inferenza/deduzione del significato di un idiomatismo opaco, i discenti scelgono l'interpretazione meno pesante, faticosa ed energivora dal punto di vista cognitivo, cioè seguono il percorso di minore sforzo cognitivo (Vega Moreno, 2007).
Una L1 può avere frasi idiomatiche molto simili a quelle di una L2, per cui la sovrapposizione interlinguistica facilita l'elaborazione mentale e comprensione degli idiomatismi e porta con facilità a un trasferimento positivo di conoscenza da L1 a L2; questi idiomatismi sono anche semanticamente molto trasparenti e anche quelli ritenuti più facili dai discenti (Yorio, 1989; Deignan, Gabryś, and Solska, 1997). Quando entrano nel vocabolario attivo/produttivo/espressivo, le frasi idiomatiche identiche o simili tra L1 e L2 sono usati di più rispetto a quelli dissimili (Irujo, 1896a) e dunque con basi culturali compleamente diverse. Tuttavia, quelle simili sono piò soggette a errori durante l'uso e dunque in fase di espressione lingustica (Charteris-Black, 2002; Cieślicka, 2006a; Deignan, Gabryś e Solska, 1997; Irujo, 1986a, 1986b; Laufer, 1989, 2000; Laufer e Eliasson, 1993; Liontas, 2002; Yorio, 1989).

### Elaborazione delle frasi idiomatiche
Secondo il Diffusion Model of Second Languages (Liontas, 2002), le frasi idiomatiche vengono comprese dai discenti di L2 attraverso un processo articolato in due stadi, cioè lo stadio della predizione e stadio ricostruttivo. Nello stadio della predizione, il discente effettua alcune ipotesi sull'interpretazione figurativa dell'idiomatismo. Le ipotesi dipendono dal grado di trasparenza dell'idioma, dalla distanza semantica dall'idiomatismo corrispondente in L1 e dalla presenza di un contesto che supporta l'interpretazione; senza il contesto, il discente ha solo gli elementi dell'idioma stesso per effettuare ipotesi. I più facili da interpretare sono gli idiomi identici tra L1 e L2 siccome la corrispondenza lessicale è perfetta, al punto tale che non serve fare perno sul contesto e il livello di sforzo cognitivo è basso (ad esempio, "afferrare il toro per le corna" è identico allo spagnolo "tomar al toro por los cuernos"). Se gli idiomitismi sono simili ma non identici in ogni elemento, lo sforzo cognitivo aumenta siccome l'elemento che non corrisponde va interpretato. Se gli idiomi sono completamente diversi, non solo lo sforzo cognitivo è alto, ma è necessario fare perno sul contesto. Nello stadio ricostruttivo, l'interpretazione creata (e dunque l'ipotesi formulata) viene confermata o smentita mentre l'input linguistico a cui è esposto il discente avanza; anche in questo stadio il discente fa perno sul contesto.
Un secondo modello di elaborazione degli idiomi è il modello di interpretazione dualistica degli idiomatismi (Model of Dual Idiom Representation; Abel, 2003). Il modello parte dalla scomponibilità dell'idiomtismo e ipotizza che gli idiomtismi non scomponibili sono classificati nel lessico mentale in base a nuove entrate lessicali separate da tutto il resto del lessico (le "idiom entries"), mentre gli idiomi scomponibili non hanno bisogno di entrate separate e nuove siccome sono rappresentabili nella mente come un'unione di entrate lessicali già presenti nel lessico mentale, dette entrate costituenti. Dopodiché, più il discente viene esposto a un idiomatismo nello stimolo linguistico, più questo idiomatismo sviluppa un proprio item/dato/unità a sé nel lessico mentale siccome diventa frequente e familiare. Questo fenomeno è difficile che accada siccome i discenti di L2 vengono esposti di meno agli idiomatismi rispetto ai parlanti nativi.
Un terzo modello è il modello della rilevanza letterale di Cieślicka (Literal Salience Model; 2006a), che si basa sul fenomeno dell'analisi letterale dei componenti di un idioma. Secondo questo modello, i costituenti dal significato letterale di un idiomaSalience sono più rilevanti dei costituenti dal significato figurato di un idioma, cosa anche sostenuta da Kecskes (2006). I significati rilevanti sono anche quelli attivati automaticamente e più forti in base all'ipotesi della salienza graduata. Nel caso degli apprendenti di L2, i significati letterali dei costituenti di un idiomatismo, in quanto tipicamente già noti in un contesto scolastico sono quelli più rilevanti, per cui si codificano in modo più forte nel lessico mentale; di contro, quelli figurati sono meno rilevanti.
Secondo Kecskes (2006), la rilevanza di un vocabolo o di un intero idioma è una funzione di familiarità ed esperienza di un significato. Un esempio di significato non rilevante è quello di una metafora appena coniata, dunque di un idiomatismo appena inventato per cui il significato è sconosciuto a un interlocutore. La rilevanza di un'espressione incrementa man mano che l'interlocutore (incluso un discente di L2) viene esposto più volte all'idiomatismo e dunque al suo significato perché ripetuto più volte in vari contesti e/o perché diventa popolare: avviene dunque uno spostamento di rilevanza, per cui il significato figurato viene attivato più rapidamente e in modo più forte del significato figurato. Pertanto, l'incremento di rilevanza è collegato anche all'incremento della padronanza della lingua del discente. Il Modello Dinamico di Multilinguismo (Dynamic Model of Multilingualism) in psicolinguistica di Herdina e Jessner (2002) è collegato a questo concetto. Lo spostamento di rilevanza completo non avviene con i discenti di L2 se sono esposti alla L2 solo dentro a una classe: il significato letterale dell'idiomatismo è quello che viene attivato più spesso quando il discente di L2 in classe processa l'idiomatismo (Cieślicka, 2006a, 2010; Cieślicka, Heredia e Olivares, 2014; Siyanova-Chanturia, Conklin e Schmitt, 2011). Inoltre, secondo gli esperimenti di tracciamento oculare, il tempo su cui gli occhi dei discenti di L2 si soffermano sugli idiomitismo è maggiore rispetto a quello dei parlanti nativi, per cui i nativi hanno un tempo di elaborazione minore e un ripescaggio dalla mente come blocchi lessicali più rapido: nel lessico mentale dei nativi, infatti, gli idiomi sono più sedimentati. Il tempo su cui gli occhi dei discenti di L2 si soffermano di meno è minore negli idiomatismi letterali; addirittura, questo tempo era minore rispetto ai parlanti di L1, per cui nel caso dei discenti di L2 gli idiomatismi letterali sono molto più salienti.
Come estensione dell'ipotesi della rilevanza graduata (GSH), i due emisferi del cervello processano/elaborano i significati rilevanti e non rilevanzi in modo diverso: i significati figurati di idiomatismi familiari sono processati perlopiù nell'emisfero sinistro, in cui si deposita la conoscenza linguistica. Di contro, i significati figurati di idiomatismi non familiari (ad esempio idiomatismi coniati da poco e/o non ancora popolari) sono elaborati nell'emisfero destro, in cui avvengono processi di reinterpretazione (Giora, Zaidel, Soroker, Batori e Kasher, 2000). Questa ipotesi ha avuto una prima conferma in base all'interpretazione di idiomatismi da parte di persone con lesioni cerebrali a uno dei due emisferi. Dopodiché, numerosi altri studi di neuropsicologia hanno confermato questa estensione nell'ambito di L1 (Eviatar e Just, 2006; Giora et al., 2000; Laurent, Denhieres, Passerieux, Iakimova e Hardy-Bayle, 2006; Lee e Dapretto, 2006; Mashal, Faust e Hendler, 2005; Mashal, Faust, Hendler e Jung-Beeman, 2008a, 2008b; Rapp, Leube, Erb, Grodd e Kircher, 2004; Stringaris, Medford, Giora, Giampietro, Brammer e David, 2006; Stringaris, Medford, Giampietro, Brammer e David, 2007; Cieślicka and Heredia, 2011).